# Echiniscus bisculptus
Echiniscus bisculptus är en djurart som tillhör fylumet trögkrypare, och som beskrevs av Walter Maucci 1983. Echiniscus bisculptus ingår i släktet Echiniscus och familjen Echiniscidae. Inga underarter finns listade i Catalogue of Life.